# Werner Würtinger
Werner Würtinger (* 1941 in Hallein) ist ein österreichischer Bildhauer und ehemaliger Präsident der Wiener Secession.

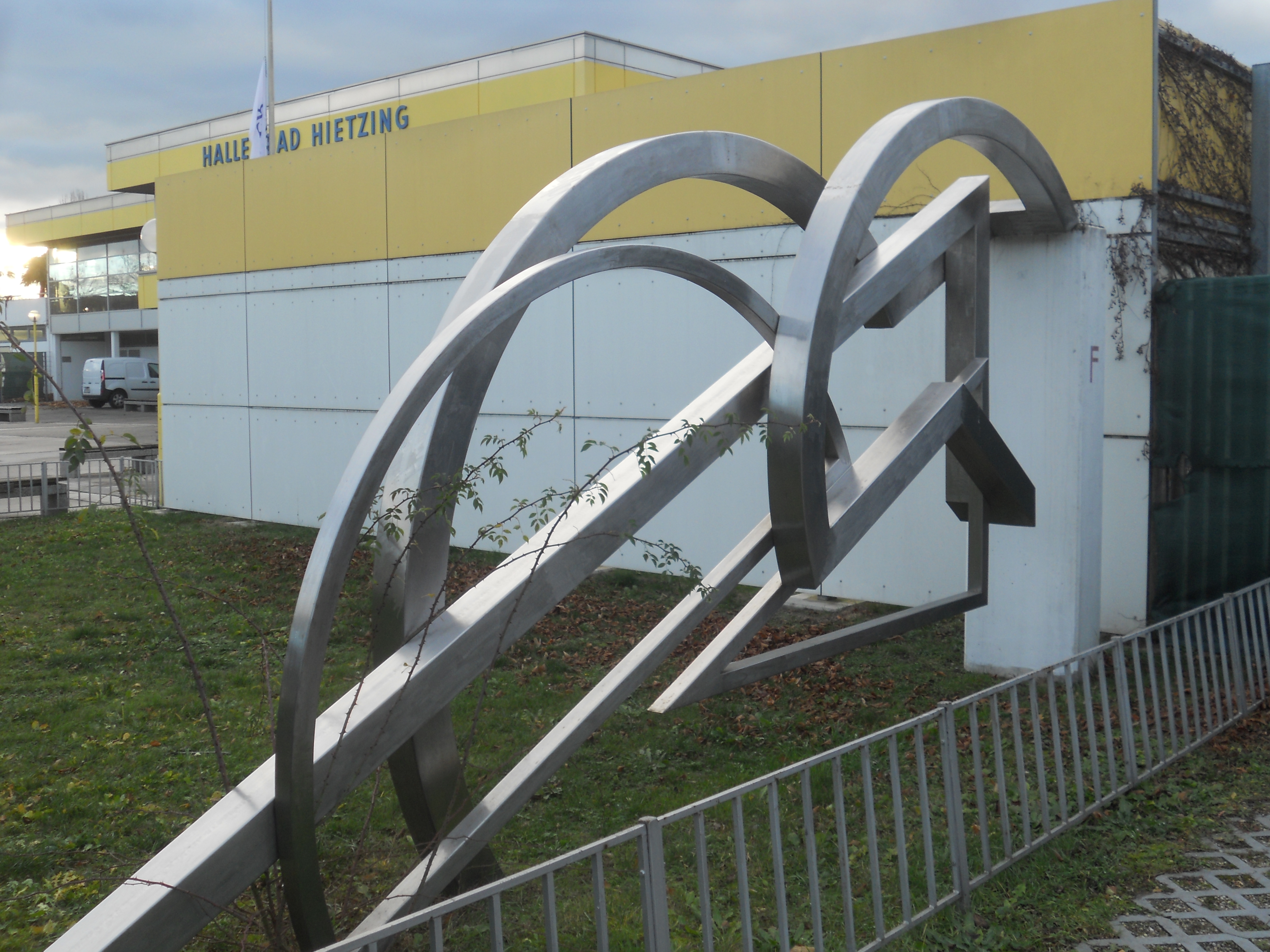
Nirosta-Plastik „Wellen“. Wien / Hietzing

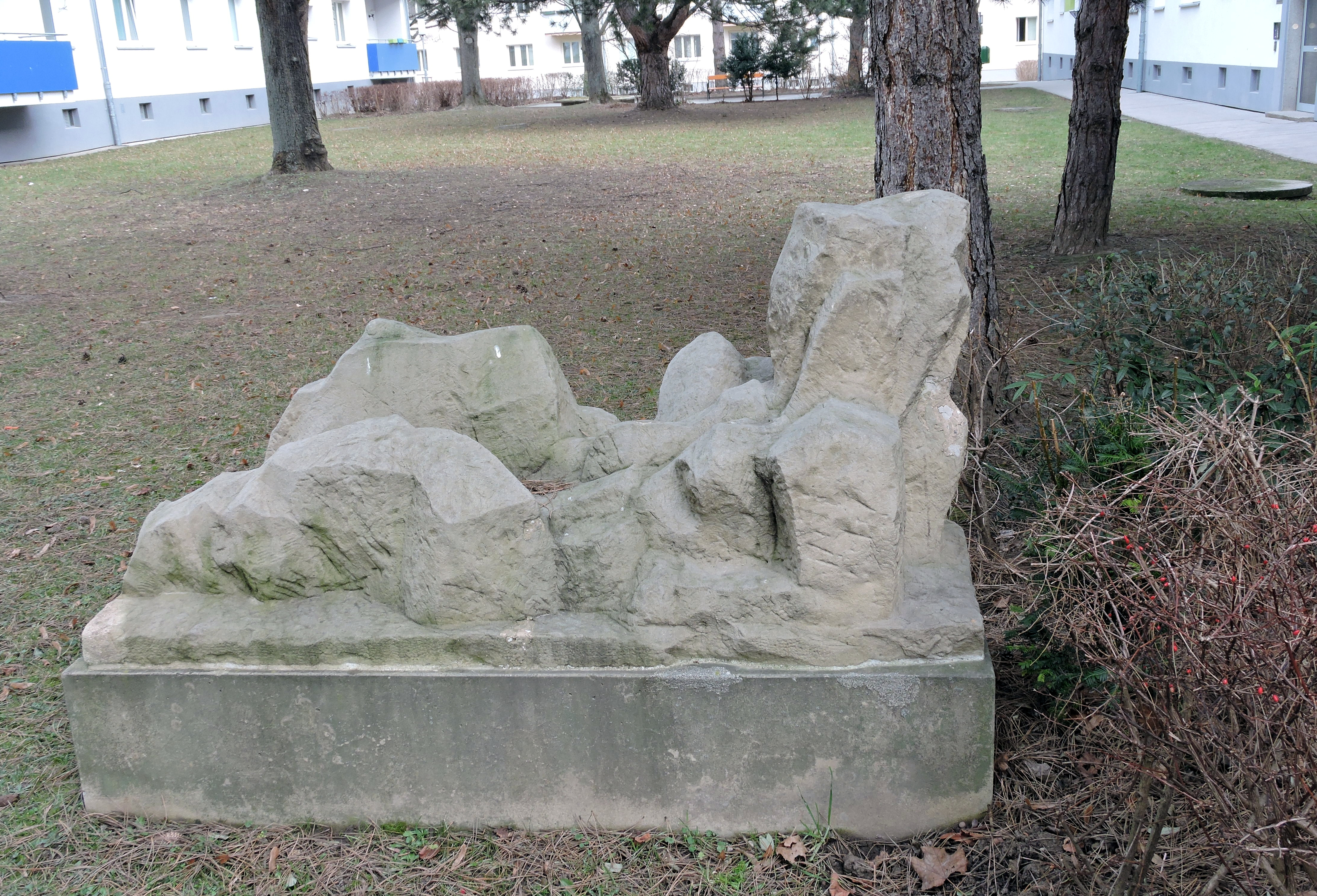
Natursteinskulptur, Wien / Floridsdorf

## Leben
Werner Würtinger absolvierte 1959 die Bildhauerschule Hallein und studierte anschließend von 1959 bis 1964 bei Fritz Wotruba Bildhauerei an der Akademie der bildenden Künste in Wien. 1975 kehrte er als Lehrer zurück und war bis 2003 in der Meisterklasse für Bildhauerei tätig. Von 2001 bis 2002 hatte er das Amt des Vizerektors an der Akademie der bildenden Künse inne.
In den Jahren von 1995 bis 1999 stand er der Wiener Secession als Präsident vor.
Seit 2003 ist Werner Würtinger ausschließlich als freischaffender Künstler in Wien tätig, sein künstlerisches Werk ist in zahlreichen in- und ausländischen Präsentationen und im öffentlichen Raum zu finden. 
"Werner Würtinger repräsentiert mit seiner frühen Überwindung des Figurativen und seinem stark ausgeprägten Konstruktivismus die verschüttete Tradition der österreichischen Nachkriegs-Bildhauerei. Als einflussreicher Lehrer vermittelte er eine Unzahl junger BildhauerInnen in den institutionellen Raum. Würtinger entspricht dem Schnittstellen-Künstler, dem sprichwörtlichen Scharnier zwischen Räumen und Generationen."

## Werke (Auswahl)
- Stahlskulptur. Dornbirn auf dem Vorplatz der Höheren Technischen Bundeslehr- und Versuchsanstalt (ehemals Textilschule) 1989
- Nirosta-Plastik „Wellen“. Wien Hietzing
- Natursteinskulptur, Wien Floridsdorf

## Auszeichnungen und Ehrungen (Auswahl)
- Goldenes Verdienstzeichen der Stadt Wien (2007)
- Preis der Stadt Wien für Bildende Kunst (2025)[3]

## Einzelausstellungen (Auswahl)
- Pro Arte. Struktur Raum Bewegung. 125 Jahre Bildhauerschule. Hallein 1996
- Secession, Wien
- Mathildenhöhe, Darmstadt
- Neue Galerie, Graz
- Palais Thurn und Taxis, Bregenz
- Kölnischer Kunstverein, Köln
- Galerie 5020, Salzburg
- Skulptureninstitut, Wien